# Lista över ordförande i Malmö FF
Följande är en lista över ordförande i Malmö FF och deras största meriter från grundandet av klubben 1910 fram tills i dag. Fram tills starten av säsongen 2024 har Malmö FF haft tio ordförande.
Den mest framgångsrika ordföranden i Malmö FF efter antalet vunna troféer var Eric Persson som vann 10 svenska mästerskap samt Svenska cupen 8 gånger under hans styre. Eric Persson var även den ordförande som var verksam längst då han var i klubben i 38 år mellan 1937 och 1974. Han betraktas allmänt som den viktigaste personen i klubbens historia.

## Ordförande

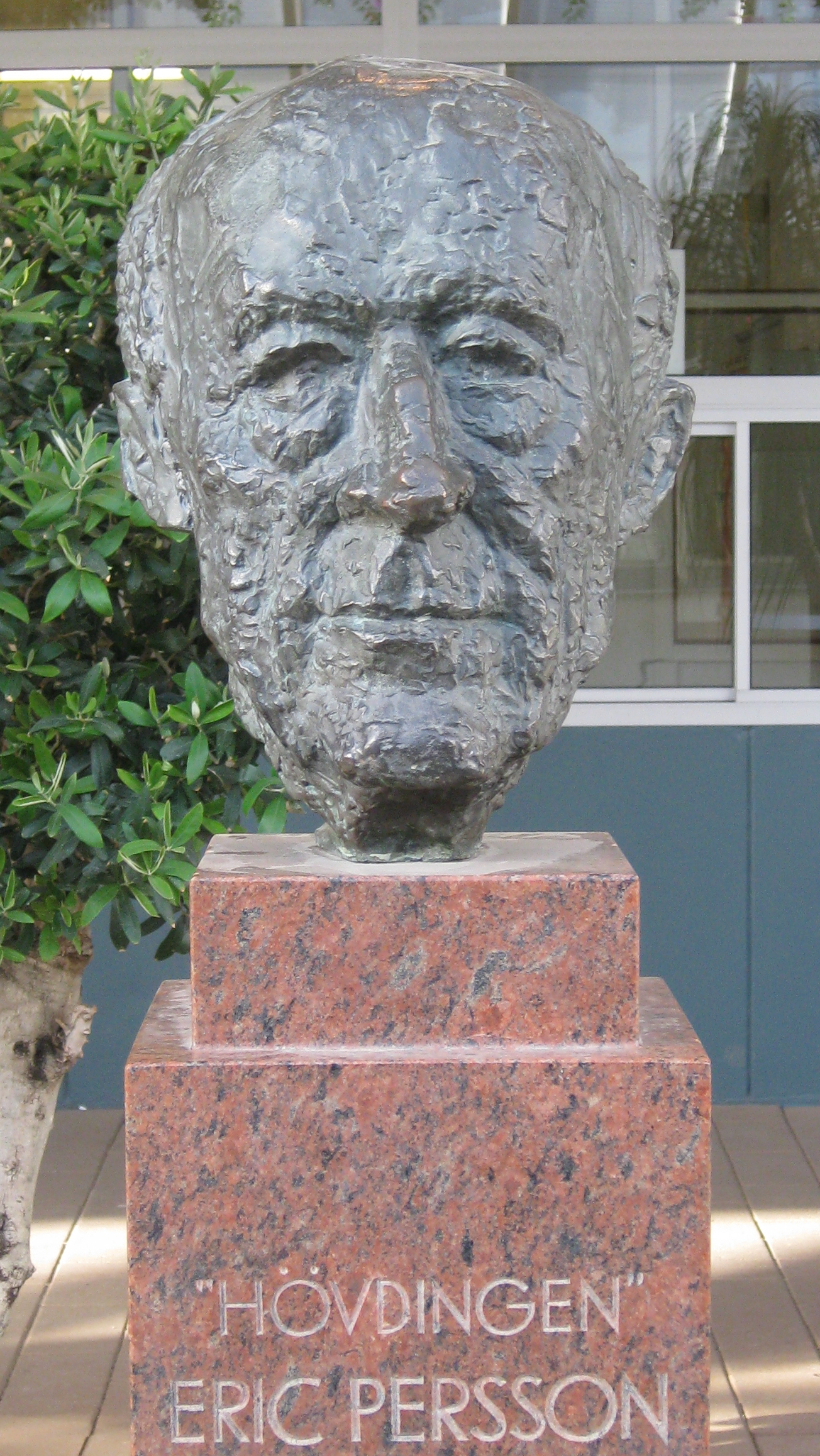
Staty av Eric Persson.

| Namn                  | Från | Till | Meriter                                |
| Werner Mårtensson     | 1910 | 1913 |                                        |
| Bertin Nilsson        | 1914 | 1915 |                                        |
| Fritz Landgren        | 1916 | 1918 |                                        |
| Janne Johansson       | 1919 | 1921 |                                        |
| Fritz Landgren        | 1922 | 1926 |                                        |
| Janne Johansson       | 1927 | 1928 |                                        |
| Fritz Landgren        | 1929 | 1934 |                                        |
| C.E. Eriksson         | 1934 | 1936 |                                        |
| Eric Persson          | 1937 | 1974 | 10 Svenska mästerskap, 8 Svenska cupen |
| Hans Cavalli-Björkman | 1975 | 1998 | 4 Svenska mästerskap, 6 Svenska cupen  |
| Bengt Madsen          | 1999 | 2009 | 1 Svenskt mästerskap                   |
| Håkan Jeppsson        | 2010 | 2018 | 5 Svenska mästerskap                   |
| Anders Pålsson        | 2018 |      | 4 Svenska mästerskap, 2 Svenska cupen  |